# Listă de filme cu vârcolaci
Aceasta este o listă de filme cu vârcolaci:
- The Werewolf (1913), prezintă un amerindian vârcolac. Film bazat pe povestirea lui H. Beaugrand din 1898. Este considerat film pierdut
- Le Loup-Garou (1923), film mut francez.
- Wolf Blood (1925)
- Le Loup Garou saz Werewolf (1932), un obscur posibil film pierdut al regizorului german Friedrich Feher, film bazat pe romanul "Der Schwarze Mann" de Alfred Machard. Posibil primul film ne-mut cu vârcolaci
- Werewolf of London (1935), primul film care prezintă o transformare a unui vârcolac biped
- The Wolf Man (1941), film clasic Universal cu Lon Chaney, Jr. în rolul titular. Lon Chaney reapare ca Omul-Lup și în următoarele continuări ale filmului:

- Frankenstein Meets the Wolf Man (1943)
- House of Frankenstein (1944)
- House of Dracula (1945)
- Abbott and Costello Meet Frankenstein (1948).

- The Mad Monster (1942)
- The Undying Monster (1942)
- Le Loup des Malveneur (1943), flm francez regizat de Guillaume Radot.
- Cry of the Werewolf (1944)
- The Return of the Vampire (1944)
- She-Wolf of London (1946)
- The Werewolf (1956)
- El Castillo de los Monstruos (1957)
- I Was a Teenage Werewolf (1957), Michael Landon
- How to Make a Monster (1958)
- La Casa del Terror (1959)
- The Curse of the Werewolf (1961)
- Lycanthropus (1962) - cunoscut și ca Werewolf in a Girls' Dormitory
- Face of the Screaming Werewolf (1964)
- La Loba (1964)
- Dr. Terror's House of Horrors (1965)
- Mad Monster Party (1967)
- La Marca del Hombre Lobo (1967), film spaniol de groază, cunoscut în engleză ca The Mark of the Wolfman. Contele Waldemar Daninsky este interpretat de Paul Naschy. Actorul Lon Chaney apare ca "Hombre Lobo" în câteva continuări:

- Las Noches del Hombre Lobo (1968)
- Los Monstruos del Terror (1970)
- La Noche de Walpurgis (1971)
- La Furia del Hombre Lobo (1972)
- Dr. Jekyll y el Hombre Lobo (1972)
- El Retorno de Walpurgis (1973)
- La Maldicion de la Bestia (1975)
- El Retorno del Hombre Lobo (1980)
- La Bestia y la Espada Magica (1983)
- Licántropo (1996)
- Tomb of the Werewolf (2003)

- Return from the Past (1967)
- Blood of Dracula's Castle (1969)
- Nympho Werewolf (1970)
- Werewolves on Wheels (1971)
- O Homem Lobo (1971)
- the fury of the wolf man (1972)
- The Werewolf of Washington (1973)
- The Boy Who Cried Werewolf (1973)
- The Beast Must Die  (1974)
- La bête (1975) de Walerian Borowczyk
- Legend of the Werewolf (1975)
- The Werewolf of Woodstock (1975)
- La Lupa Mannara (1976)
- Wolfman (1979)
- Full Moon High (1981)
- The Howling (1981)
  - Howling II: Stirba - Werewolf Bitch (1985)
  - Howling III: The Marsupials (1987), singurul film cu marsupiale-vârcolaci
  - Howling IV: The Original Nightmare (1988)
  - Howling V: The Rebirth (1989)
  - Howling VI: The Freaks (1991)
  - Howling: New Moon Rising (1995)
- An American Werewolf in London (1981), film de comedie/groază scris și regizat de John Landis
  - An American Werewolf in Paris (1997)
- Wolfen (1981)
- Monster Dog (1984)
- The Company of Wolves (1984)
- Silver Bullet (1985), pe baza Cycle of the Werewolf (1985) de Stephen King.
- Ladyhawke (1985)
- Teen Wolf (1985)
  - Teen Wolf Too (1987)
- Transylvania 6-5000 (1985)
- The Monster Squad (1987)
- Waxwork (1988)
- Curse of the Queerwolf (1988)
- My Mom's A Werewolf (1989)
- Wolfman - A Cinematic Scrapbook (1991)
- Mad at the Moon (1992)
- Full Eclipse (1993)
- Wolf (1994)
- Project: Metalbeast (1995)
- Shriek of the Lycanthrope (1995)
- Bad Moon (1996)
- Werewolf (1996)
- Wilderness (1996)
- Tale of The Urban Werewolf (1997)
- The Werewolf Reborn! (1998)
- Lycanthrophobia (1998)
- The Wolves of Kromer (1998)
- Lycanthrope (1999)
- Alvin and the Chipmunks Meet the Wolfman (2000)
- Ginger Snaps (2000)
  - Ginger Snaps 2: Unleashed (2004)
  - Ginger Snaps Back (2005)
- Dog Soldiers (2002)
- Wolves of Wall Street (2002)
- Big Fish (2003) - Personajul Amos Calloway este prezentat ca fiind vârcoalc.
- Underworld (2003)
  - Underworld: Evolution (2006)
  - Underworld: Rise of the Lycans (2009)
  - Underworld: Awakening (2012)
- Harry Potter and the Prisoner of Azkaban

- Harry Potter and the Order of the Phoenix
- Harry Potter and the Half-Blood Prince
- Harry Potter and the Deathly Hallows

- Van Helsing (2004)
- Cursed (2005)
- The Beast of Bray Road (2005)
- Wallace & Gromit: The Curse of the Were-Rabbit (2005)
- Wild Country (2005)
- The Brothers Grimm (2005)
- Big Bad Wolf (2006)
- The Feeding (2006)
- Bloodz vs Wolvez (2006)
- Lycanthropy (2006)
- Blood and Chocolate (2007)
- The Lycanthrope (2007)
- Skinwalkers (2007)
- In the Blood (2008)
- Never Cry Werewolf (2008)
- War Wolves (2009)
- The Wolfman (2010)
- 13 Hrs (2010)
- Despicable Me (2010) - Scurtă apariție
- Human (2010)[1]
- Lost Boys: The Thirst (2010) - Personajul Zoe este prezentat ca fiind vârcoalc.
- Red Riding Hood (2011)
- Marianne (2011)
- Howling: Reborn (2011)
- Cougars (2011)
- Jack and Diane (2012)
- Underworld: Awakening (2012)
- Hallow Pointe (2012)
- Bitch (2012)
- Attack of The Lycanthrope (2013)
- Full Moon Fever (adaptare după roman grafic)
- Freeborn
- Benighted

- Omul-lup (2025)